# Fallet, Hedesunda
Fallet är en by i Hedesunda socken i Gävle kommun. Byn finns i området Bodarna och strax söder om byn Åsbo och gränsen till Valbo. Byn är känd i skriftliga källor från år 1602.